# Hanna Lindberg
Hanna Lindberg (* 1983 in Pargas) ist eine finnlandschwedische Historikerin und Chefredakteurin von Finsk Tidskrift, der ältesten Kulturzeitschrift in Finnland.
Lindberg wurde 2014 an der Åbo Akademi zum Dr. phil. in Geschichte promoviert. Ihre auf Schwedisch verfasste Dissertation „Der Mann als Objekt und Problem“ (Mannen som objekt och problem) behandelt Heikki Waris’ Forschung und die Bedeutung von Gender in Finnlands wissenschaftlicher Sozialpolitik in der Mitte des 20. Jahrhunderts. Aktuell (2022) arbeitet sie als Postdoktorandin an der Universität Tampere. Unter ihren Forschungsthemen ist die Finnlandschwedische Gebärdensprache während der zweiten Hälfte des 20. Jahrhunderts und der Status der nicht-hörenden Finnlandschweden als Minderheit innerhalb einer Minderheit.

## Veröffentlichungen (Auswahl)
- Hanna Lindberg, Eugen Söderström (Hrsg.): Karleby sockens historia. IV, 1939–1976. Karleby stad, 2020, ISBN 978-952-5619-32-4 (schwedisch).